# Sclérite

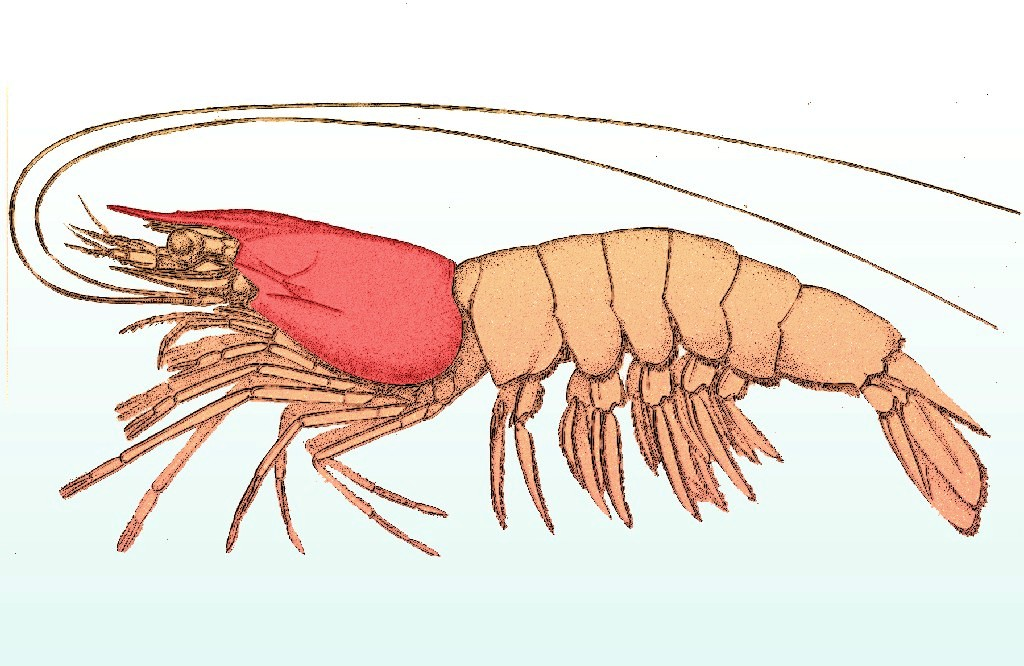
Carapace d'un Penaeus.

Un sclérite désigne un élément durci par le processus de sclérification (appelé aussi sclérotinisation). Ce terme peut avoir plusieurs sens.

## En zoologie
Un sclérite est un agrégat dur polycristallin présent chez certains organismes, tels les invertébrés mous (cnidaires, holothuries).
Ce mot désigne aussi les plaques de chitine formant l'exosquelette des arthropodes :
- le tergite, arceau supérieur de chaque segment de l'abdomen (sur le dos de l'animal), notamment des insectes ;
- le pleurite sur le flanc de l'animal ;
- le sternite sur la partie ventrale de l'animal.

Chez les insectes, on dira :
- thorax plutôt que tergite ;
- pleuron plutôt que pleurite ;
- sternum plutôt que sternite.

Les sclérites sont articulés entre-eux par des membranes articulaires.

## En botanique
Il s’agit également :
- des cellules dites « pierreuses » formant des granules durs (agrégats polycristallins), comme dans certains fruits tels que la poire ;
- d'indurations foliaires, qui sont des caractères pouvant être utiles pour la détermination de certaines espèces végétales[2] ;
- de dépôt de lignine sur les cellules mortes du sclérenchyme.

## En médecine / ophtalmologie
Il s'agit également de l'une des pathologies de la sclère, se manifestant par  une inflammation, qui peut avoir diverses causes et prendre diverses formes et niveaux de gravité. 
Si la sclérite est souvent associée à une maladie systémique identifiée chez le patient, 50 % des autres cas sont dits idiopathiques, du moins jusqu'à ce qu'une maladie systémique soit découverte. Elle peut également être infectieuse (Sclérite syphilitique par exemple) ou induite par une intervention chirurgicale ou un traumatisme. La sclérite se distingue de l'épisclérite, moins grave et non douloureuse contrairement à la première, mais on les retrouve toutes deux associées à ces mêmes pathologies .
L'association à la polyarthrite rhumatoïde est la plus courante. Mais également :
- Lupus érythémateux disséminé
- Polyartérite noueuse
- Granulomatose avec polyangéïte (anciennement appelée granulomatose de Wegener)
- Polychondrite (récidivante) atrophiante
- MICI (maladie de Crohn)